# Kitsa
Koordinaten: 58° 47′ N, 22° 28′ O
Kitsa ist ein Dorf (estnisch küla) in der Landgemeinde Hiiumaa (bis 2017: Landgemeinde Emmaste). Es liegt auf der zweitgrößten estnischen Insel Hiiumaa (deutsch Dagö), direkt am Ostseestrand.
Kitsa hat fünf Einwohner (Stand 31. Dezember 2011).